# MovilDIA
MovilDIA, anteriorment anomenat Diamóvil és un operador mòbil virtual espanyol, propietat de la cadena de supermercats DIA, filial de Carrefour. Opera sota cobertura d'Orange des de setembre de 2007. Móvildia tan sols oferix servici de telefonia mòbil en la modalitat de prepagament, i no permet l'accés a Internet a través del mòbil.
El 4 de setembre de 2007, el grup Carrefour va augmentar el seu servici de telefonia mòbil en Espanya posant un nou operador mòbil virtual al mercat anomenatDiamóvil, sota la xarxa GSM d'Orange. D'aquesta forma, Carrefour Móvil es va fer la competència a si mateix aprofitant la marca de la seua filial i ara gestiona dos operadors mòbils virtuals en el mercat espanyol.
Actualment, tan sols ofereix serveis de prepagament.
El 2008 ja comptava amb 23.800 clients.
Va ser el primer operador mòbil virtual d'una cadena de supermercats que oferix descomptes a la compra per telefonar i el primer que regalava saldo gratis per comprar al seu supermercat. També va ser el primer operador mòbil virtual que oferix una targeta amb un codi de barres per a facilitar i reduir el temps dedicat a realitzar les recarregues.
A l'estiu de 2010, Diamóvil va canviar de nom i va passar a anomenar-se Móvildia.